# Clasamentul pe medalii la Jocurile Olimpice de vară din 1920
Acesta lista este clasamentul pe medalii la Jocurile Olimpice de vară din 1920, cu toate țările care au cucerit medalii la Jocurile Olimpice de vară din 1920 de la Antwerpen, în perioada 14 august – 12 septembrie. 2.626 sportivi din 29 de țări au participat.

## Tabelul medaliilor
Ordinea țărilor din acest tabel este în conformitate cu regulile oficiale publicate în convenția COI și cu informațiile oferite de către Comitetul Olimpic Internațional. Așadar, primele țări sunt luate în ordinea numărului de medalii de aur. Apoi, sunt luate în considerare medaliile de argint, iar mai apoi cele de bronz. Dacă scorul este egal, țările sunt ordonate alfabetic.
Pentru a sorta acest tabel după o anumită coloană, apăsați pe iconița  de lângă titlul coloanei.
Legendă
      Țara gazdă
| Loc            | Țară                             | Aur | Argint | Bronz | Total |
| -------------- | -------------------------------- | --- | ------ | ----- | ----- |
| 1              | Statele Unite ale Americii (USA) | 41  | 27     | 27    | 95    |
| 2              | Suedia (SWE)                     | 19  | 20     | 25    | 64    |
| 3              | Marea Britanie (GBR)             | 15  | 15     | 13    | 43    |
| 4              | Finlanda (FIN)                   | 15  | 10     | 9     | 34    |
| 5              | Belgia (BEL)                     | 14  | 11     | 11    | 36    |
| 6              | Norvegia (NOR)                   | 13  | 9      | 9     | 31    |
| 7              | Italia (ITA)                     | 13  | 5      | 5     | 23    |
| 8              | Franța (FRA)                     | 9   | 19     | 13    | 41    |
| 9              | Olanda (NED)                     | 4   | 2      | 5     | 11    |
| 10             | Danemarca (DEN)                  | 3   | 9      | 1     | 13    |
| 11             | Africa de Sud (RSA)              | 3   | 4      | 3     | 10    |
| 12             | Canada (CAN)                     | 3   | 3      | 3     | 9     |
| 13             | Elveția (SUI)                    | 2   | 2      | 7     | 11    |
| 14             | Estonia (EST)                    | 1   | 2      | 0     | 3     |
| 15             | Brazilia (BRA)                   | 1   | 1      | 1     | 3     |
| 16             | Australia (AUS)                  | 0   | 2      | 1     | 3     |
| 17             | Japonia (JPN)                    | 0   | 2      | 0     | 2     |
| 17             | Spania (ESP)                     | 0   | 2      | 0     | 2     |
| 19             | Grecia (GRE)                     | 0   | 1      | 0     | 1     |
| 19             | Luxemburg (LUX)                  | 0   | 1      | 0     | 1     |
| 21             | Cehoslovacia (TCH)               | 0   | 0      | 2     | 2     |
| 22             | Noua Zeelandă (NZL)              | 0   | 0      | 1     | 1     |
| Total CON-uri) | Total CON-uri)                   | 156 | 147    | 136   | 439   |